# Daniel Clark (Politiker, 1766)
Daniel Clark (* um 1766 in Sligo, Irland; † 16. August 1813 in New Orleans, Louisiana) war ein irisch-amerikanischer Politiker. Zwischen 1806 und 1809 vertrat er das Orleans-Territorium als Delegierter im Repräsentantenhaus der Vereinigten Staaten.

## Werdegang
Daniel Clark besuchte unter anderem das Eton College in England. Im Jahr 1786 kam er nach  New Orleans, das damals noch zu Spanien gehörte. Dort wurde Clark im Bankgewerbe und auf dem Gebiet der Landspekulation tätig. Er erlebte, wie die Stadt im Jahr 1801 zunächst an Frankreich und dann im Jahr 1803 nach dem Louisiana Purchase von Präsident Thomas Jefferson an die Vereinigten Staaten fiel. Am 1. Oktober 1804 wurde in seiner neuen Heimat das Orleans-Territorium gegründet.
Clark wurde als Mitglied des ersten territorialen Regierungsrates vorgeschlagen, lehnte dieses Angebot aber ab. Stattdessen wurde er im Jahr 1806 als erster Delegierter des neuen Territoriums in den Kongress in Washington, D.C. gewählt, wo er am 1. Dezember 1806 sein neues Mandat antrat. Da er auch für die folgende Legislaturperiode gewählt wurde, konnte er sein Territorium bis zum 3. März 1809 im US-Repräsentantenhaus vertreten. Für die Wahlen des Jahres 1808 wurde er nicht mehr für eine weitere Legislaturperiode nominiert; danach zog sich Clark wieder aus der Politik zurück. Er starb am 16. August 1813 in New Orleans.